# Campomaggiore
Campomaggiore è un comune italiano di 696 abitanti della provincia di Potenza in Basilicata. Il vecchio centro abitato (Campomaggiore Vecchio) era considerato un luogo vivibile, pacifico e all'avanguardia per i suoi tempi, tanto da essere chiamato "città dell'utopia". A causa di una frana, il nucleo originario fu abbandonato nel 1885, costituendo una città fantasma.
Inoltre, con i suoi 12,24 km² di estensione territoriale, Campomaggiore è il comune meno esteso della Basilicata.

## Geografia fisica
Sorge a 795 m s.l.m. nella parte centro-orientale della provincia di Potenza, al confine con la parte settentrionale della provincia di Matera.
Confina con i comuni di Albano di Lucania (6 km), Pietrapertosa (17 km), Accettura (MT) e Calciano (MT) (27 km).

## Storia
Le prime notizie storiche fanno di Campomaggiore un piccolo villaggio dell'epoca romana, fondato sul modello di un accampamento militare; della cittadina romana rimangono i ritrovamenti archeologici nelle località Chiapparro e La Macchia.
La cittadina prese corpo nel 1150 sui resti del precedente insediamento, chiamata Campus Maiorem, nome che può avere diverse origini: viene inteso infatti come "campus" militare, "maiorem" appunto perché il più grande della zona, oppure potrebbe essere legato al fatto che nella vallata, quando le terre coltivate nella zona non erano molto estese, c'era un grande campo di grano.
Campomaggiore, a cavallo dell'anno 1000, subì le invasioni ed i saccheggi da parte di arabi annidati a Pietrapertosa. Gli arabi furono cacciati dai bizantini e a questi ultimi si sostituirono, con un dominio che fu duraturo, i normanni, che avevano la loro roccaforte nella contea di Tricarico e che diedero nuovo vigore al paese, che contraccambiò con la partecipazione alla rivolta ghibellina del 1268.
La venuta degli Angioini fu invece una sventura per Campomaggiore, che fu completamente rasa al suolo dagli invasori stranieri e gli abitanti giustiziati. Divenne un feudo, povero e con scarso rendimento, delle famiglie Beaumont prima e Tournespèe dopo, con una popolazione che non superava poche centinaia di unità.

### I conti Rendina
Nel 1673 il feudo fu assegnato alla famiglia Rendina da re Filippo IV, che concesse il titolo di conte a Gerardo Antonio Rendina, imponendogli però di ripopolare il feudo. La famiglia Rendina prese a cuore Campomaggiore e ne capì il potenziale agricolo, tanto che il conte Teodoro Rendina decise, insieme ai suoi amici allievi del Convitto Tolomei di Siena, di fondare un paese secondo i dettami architettonici del tempo.

### Il paese dell'invenzione della tradizione
La costruzione del paese iniziò alla fine del Settecento. L'architetto che si dedicò alla sua ideazione fu Giovanni Patturelli, allievo del Vanvitelli. Una erronea rilettura storica ha accomunato questa progettazione con le teorie utopistiche di Robert Owen e Charles Fourier, che invece divulgarono le loro idee sociali decenni dopo la costruzione di questo borgo. La famiglia potentina Rendina scelse la disposizione delle case a scacchiera, la posizione della chiesa e del palazzo del feudatario l'una di fronte all'altro nella Piazza dei Voti, e l'assegnazione agli abitanti di un pezzo di terra da coltivare a uliveto o vigna, per attrarre nuovi abitanti e poter far valere i propri diritti feudali. Ma fu scelta un'area interessata da un diffuso acquitrino, sicché nel 1885 accadde un disastroso smottamento. 
La Piazza fu chiamata così per ricordare l'impegno che presero le prime 16 famiglie, il 20 novembre 1741, con la famiglia Rendina nella costruzione del paese.
I conti Rendina emanarono dunque un editto che prevedeva un alloggio e terreno da coltivare a chiunque si fosse trasferito a Campomaggiore; richiamarono poi delle maestranze di Bitonto per la piantagione di ulivi nel territorio circostante.
Nel 1833 la popolazione era di 1 500 persone, era una delle prime ad avere una stazione ferroviaria, un cimitero, una grande fontana come lavatoio, vari frantoi dislocati sul territorio e il comando delle forze armate. Era un paese all'avanguardia.

### La frana

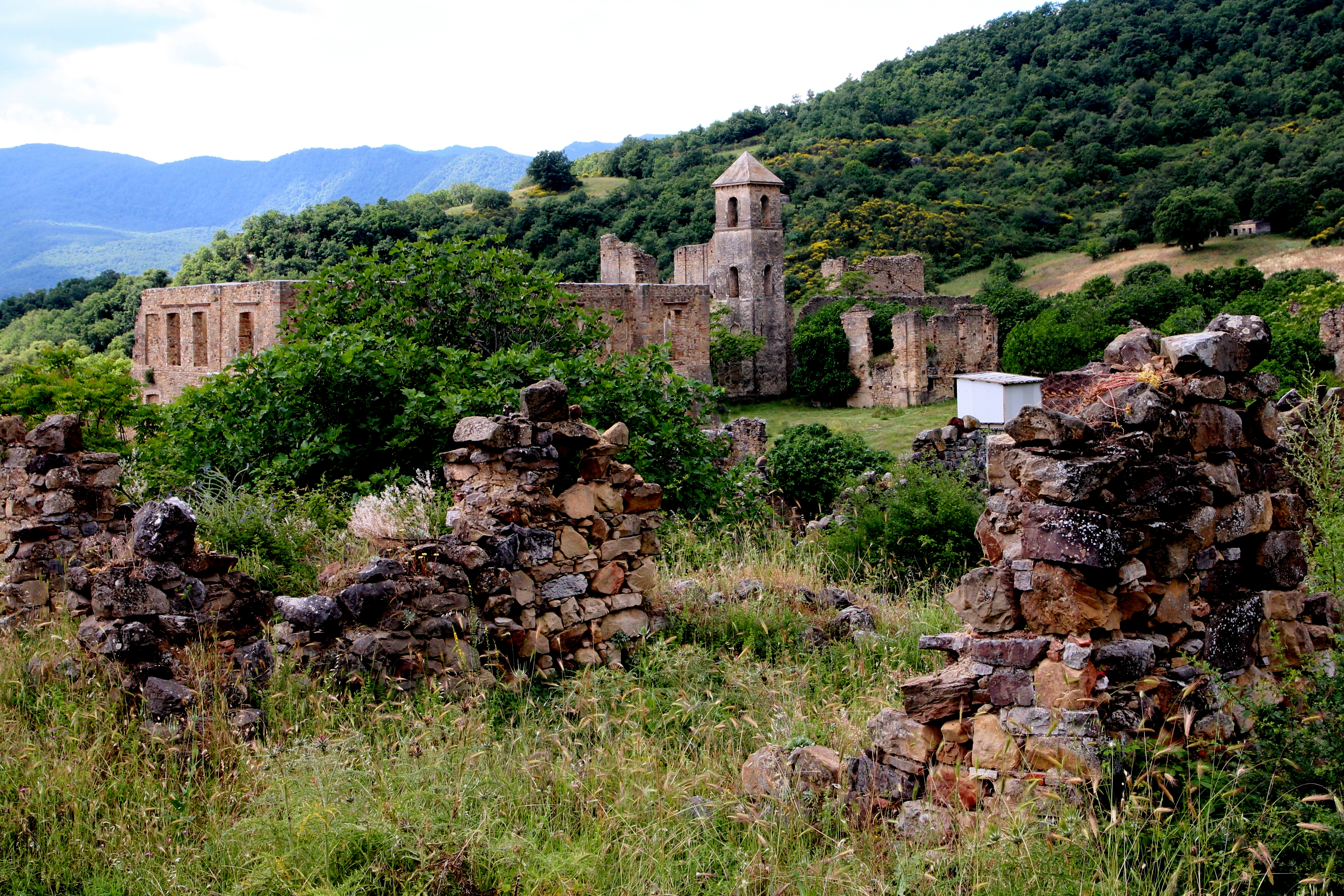
I resti della chiesa e del palazzo baronale

Una leggenda narra che il 2 febbraio 1885 due  contadini con dei muli furono avvisati dalla Beata Vergine Maria del Monte Carmelo, protettrice di Campomaggiore, che da lì a poco vi sarebbe stato un evento nefasto per il paese, una frana che avrebbe distrutto l'intero borgo.
I due contadini videro sgretolarsi davanti a loro il ponte che stavano per attraversare e che i muli erano restii ad attraversare. Tornati al paese, i contadini radunarono la popolazione e assistettero alla distruzione del borgo e al crollo del sogno utopico dei conti Rendina.

### La ricostruzione
Il paese venne ricostruito nel sito attuale, circa 400 m più in alto, a 5 km dalle rovine del vecchio paese; i cittadini, fedeli alla vecchia architettura, hanno rispettato la pianta a scacchiera: al centro del paese ci sono ancora la chiesa e il palazzo comunale e gli abitanti sono ancora legati all'agricoltura del vino e degli ulivi.

## Società

### Evoluzione demografica
Abitanti censiti

### Dialetto
Nell'alta valle del Basento c'è grande diversità tra i dialetti anche fra città molto vicine tra loro, in primis per le difficoltà di spostarsi delle popolazioni a causa del territorio montuoso della regione prima dell'avvento dei mezzi a motore. Caso maggiormente evidente è il dialetto di Campomaggiore, molto diverso anche da quelli dei paesi confinanti. Eclatante è la diversità con i dialetti di Albano di Lucania, Pietrapertosa e Castelmezzano, che distano tra loro una manciata di km ma che hanno regole di sintassi, lessicali e fonetiche completamente diverse tra loro e con la maggior parte degli altri dialetti lucani. Il dialetto campomaggiorese contiene molti francesismi derivanti dalle vecchie dominazioni del Regno delle Due Sicilie e, sotto certi aspetti, ricorda il dialetto bitontino, per le origini della popolazione campomaggiorese legate alle famiglie emigrate da Bitonto.

## Cultura

### Parco della Scultura
Sono state scolpite da autori internazionali diverse opere d'arte poste nel Parco della Scultura, un itinerario turistico che tocca diversi quartieri del paese nuovo e coinvolge l'intero paese vecchio. Tra le maggiori opere sono da citare:
- "La stella invisibile" e "Celeste" di Miguel Ausili;
- "Riflessioni" e "Civiltà contadina" di Michele Benedetto;
- "Vestito del vento" e "Sull'erba" di Kho-Emon Hattori;
- "Albero fecondo" e "La giostra del seme" di Pasquale Martini;
- "Tango con la luna" e "La famiglia" di Cesare Riva;
- "Millennium" di Francesco Viola.

### Cucina
Fra i vari piatti tipici del luogo si ricordano:
- Le manate con la mollica (specie di tagliatelle condite con il cosiddetto 'pezzente', un sugo con salsiccia aromatizzata con aglio fresco e seme di finocchio. Molto importante è la mollica di pane passata in padella con il peperoncino con cui va condito il piatto);
- Il cutturidd (pecora vecchia bollita almeno quattro ore con patate, sedano, cipolla e pomodoro);
- Gli gnumeridd (involtini di fegato e polmone di capretto o agnello);
- L'arafanét (frittata con impasto di uova e radice di rafano grattugiato);
- I paparul crusc (peperoni secchi passati per pochi secondi in olio bollente, mettendo il sale quando il piatto è freddo);
- I taralli: anche se tipici di tutta l'Italia meridionale, qui si ritrovano delle forme tipiche;
- I bilbanti (pasta "grattata" con uova condite con "acciatore", cioè lardo tritato, prezzemolo, pomodoro ed aglio).
- I grattuni grattoni grattini (pasta tipica del posto)

#### I biscotti
- Casatedd (pasta di uova, fritta e cosparsa di zucchero e miele);
- Screpped (pasta fritta condita con sale e zucchero);
- Pastarelle (pastafrolla lavorata a savoiardi cosparsi di "cumbttuzz", zucchero colorato di varia forma);
- Sfugliatedd (sugna sciolta e 'ciccioli' di maiale e peperoncino).

#### Le pizze
- Scarcèdd (pizza rustica, tipica del periodo pasquale, fatta di pasta matta (farina, acqua, olio) e ricotta farcita con salame; c'è anche la variante dolce senza salame).

## Infrastrutture e trasporti

### Strade
- Strada statale 407 Basentana
- Strada provinciale 13

### Ferrovie
- Stazione di Campomaggiore-Pietrapertosa, sulla ferrovia Battipaglia-Potenza-Metaponto, sospesa al traffico viaggiatori dalla fine del 2006[7]

## Amministrazione

### Gemellaggi
- Cesano Maderno, dal 2008